# Præstegade (Kalundborg)
 For alternative betydninger, se Præstegade. (Se også artikler, som begynder med Præstegade)
Præstegade er en gade i Kalundborg på Vestsjælland. Den ligger i den gamle bydel Højbyen, og er en del af byens middelalderlige gadeforløb. Den er sandsynligvis anlagt nogenlunde samtidig med Adelgade, der ligger parrallet med. Gaden går fra Torvet i øst mod vest og slår et knæk mod nord omkring Vor Frue Kirke, hvor den møder Adelgade.
Gaden rummer flere af byens ældste og fredede bygning heriblandt Den gamle Latinskole fra 1400-tallet og Præstegade 23 fra omkring år 1500 Der er flere bindingsværkshuse som bruges til beboelse. Gaden er brostensbelagt.